# Les Amoureux (Friant)
Pour les articles homonymes, voir Les Amoureux.
Les Amoureux, Idylle sur la passerelle ou Soir d'automne, est un des tableaux les plus connus du peintre Émile Friant (1863-1932). Réalisée en 1888, cette huile sur toile de 111 × 145 cm est conservée depuis la même année au musée des beaux-arts de Nancy.

## Description
Au premier plan, deux personnages discutent, accoudés au parapet de fer au-dessus d'une rivière ou d'un canal. L'homme, au centre, vêtu d'un paletot gris, se penche vers la droite ; il tient une cigarette, le regard tourné vers une jeune femme. Celle-ci, à droite du tableau, portant une robe noire, semble l'écouter, la tête posée sur sa main. Leurs regards ne semblent pas se croiser. Le second plan, flou, presque de style impressionniste, est pris à gauche par la rivière et le ciel qui s'y reflète, à droite par un paysage de forêt ou de parc dont les arbres vont du rouge orangé au vert tendre et bleu à mesure que l'on s'éloigne.
Le décor représenté est le site des Grands-Moulins de Nancy, vu depuis la passerelle du Pont-Cassé.

## Réalisation
La peinture est réalisée en atelier : Friant commence par peindre le décor, avant d'ajouter ses personnages ; chaque modèle pose séparément, permettant de créer ce décalage perceptible dans leurs regards.

## Histoire
La peinture est présentée pour la première fois au Salon de Nancy de novembre 1887, où elle rencontre un grand succès. Elle est achetée dès l'année suivante par le musée des Beaux-Arts de Nancy.
Exposée avec La Toussaint du même auteur ou Les Voluptueux de Victor Prouvé pour illustrer la maîtrise des peintres de l'école de Nancy dans les grands formats et la peinture décorative, l’œuvre retient particulièrement l'attention des visiteurs.
En 1912, la peinture est victime d'un acte de vandalisme : quelqu'un, que Friant interprète comme un fou, brûle la joue gauche de la jeune femme et l’œil droit du jeune homme, atteignant la toile,,. Si le peintre pense que le réparation sera facile, Il craint alors que ce tableau, auquel il est particulièrement attaché, ne soit définitivement endommagé à plus long terme,. Pour Le Figaro et l’Excelsior de l'époque, il s'agit de la preuve du manque de personnel de sécurité au musée des Beaux-Arts de Nancy ; les journaux pointent l'ironie de cet incident qui a lieu alors qu'un inspecteur du ministère des Finances se trouve à Nancy pour examiner les mesures de sécurité prises par les musées à la suite du vol de la Joconde,. L'acte crée une grande émotion dans la ville et le musée est provisoirement fermé,.
Elle est l’œuvre mise en avant par le musée lorsqu'il réalise une grande rétrospective sur l'artiste en 2017,.

## Interprétation
Représentative du mouvement réaliste, elle fait partie, comme La Toussaint, La discussion politique, Les Canotiers de la Meurthe ou Jeune Nancéienne dans un paysage de neige, de la production naturaliste du peintre : « Comme  avec Tchekov, on commence à comprendre la vie en s'intéressant aux personnages secondaires. A ce qu'il y a au-delà de l'apparence. On s'aime, on se bat, on marche au bord de la rivière. On s'accoude au parapet en se projetant vers l'avenir. »,. La peinture, qui se passe au-dessus de la Meurthe, fait partie des peintures de Friant qui parlent immédiatement à l'expérience des Nancéiens, comme s'il s'agissait « d'un ami proche d'un autre temps » auquel tous, jusqu'à la jeune génération habituée aux mises en scènes et aux selfies, peuvent s'identifier,,.
Les regards qui ne se croisent pas, les tons automnaux, la cigarette entre les personnages ont pu faire penser qu'il s'agit d'une scène de rupture. La jeune femme prête-t-elle réellement attention à ce que lui dit l'homme ? Mais cette interprétation contredit non seulement le titre de l'œuvre mais aussi une étude plus approfondie et qui tient compte des codes de l'époque. Dans son roman Le Soleil des mineurs (2005), Elise Fischer évoque au sujet du tableau "la promesse d’un amour en devenir", l'essentiel du sentiment étant "retenu, encore voilé". Friant montre avec sympathie la jeunesse populaire de son temps, un milieu modeste dans lequel on n'est pas exubérant. Les jeunes gens ne se touchent pas, comme le voulait l'époque, mais ils sont près l'un de l'autre, et bien sûr la douceur sentimentale du paysage de début d'automne les imprègne, avec laquelle leur jeunesse forme tout de même un léger contraste. L'homme regarde intensément la jeune fille, qui reste pudique et concentrée, mais c'est l'harmonie qui se dégage de cette rencontre.[réf. nécessaire]